# 直皇后
直皇后（？—？），昂果都理巴顏系喜塔臘氏出身，清興祖福滿之妻。

## 出身背景
直皇后是昂果都理巴顏長子都理金都督的孫女，都理古都督的女兒。在入關之前，家族得到了太祖和太宗兩代的特別尊重，委任與他們守護永陵的重任，並且免除了一些賦稅。

## 生平
直皇后的生平事跡不詳，只知她嫁給清興祖。顺治五年（1648年）十一月，清世祖追封慶王福滿為興祖直皇帝，同時為他的妻子上諡號為直皇后。据國外学者的研究，直皇帝福滿和錫寶齊篇古可能是虚构的人物。